# Daniel Otto
Daniel Julius Otto (ur. 22 lipca 1811 w Lidzbarku Warmińskim, zm. 4 marca 1898 w Braniewie) – filolog, pedagog, doktor, profesor gimnazjum, autor szkolnego podręcznika Lesebuch (czytanka) oraz rozpraw naukowych.

## Życiorys

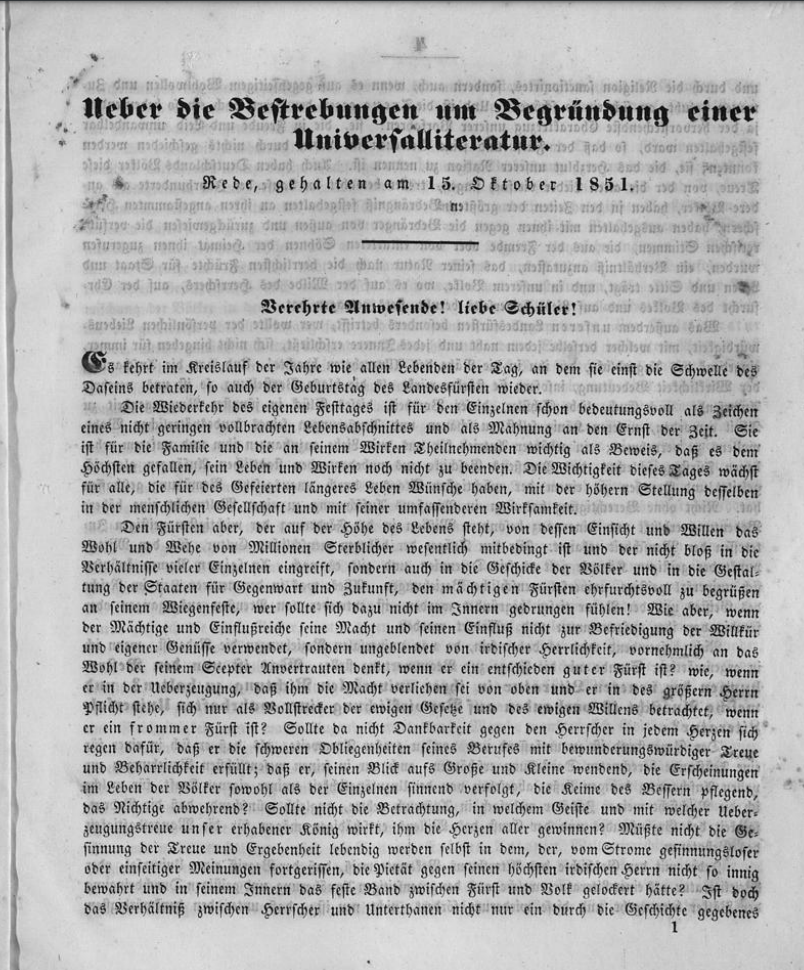
Ueber die Bestrebungen um Begründung einer Universalliteratur

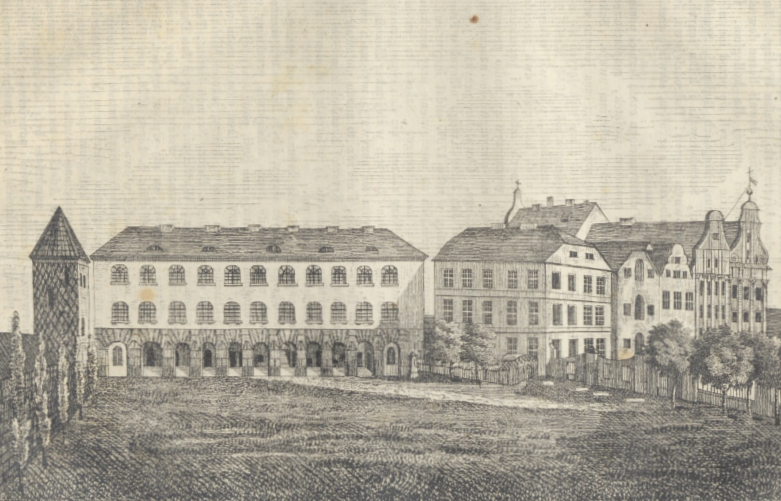
Dziedziniec uczelni w Braniewie, w czasach pracy prof. Otto

Nauki pobierał w progimnazjum w Reszlu, a następnie w gimnazjum w Braniewie, które ukończył w 1831 wraz z uzyskaną maturą. Następnie studiował filologię na Uniwersytecie Albrechta w Królewcu. W 1834 rozpoczął swoją ścieżkę kariery pedagogicznej, najpierw jako nauczyciel na zastępstwo w progimnazjum w Reszlu. 13 maja 1836 zatrudniony jako trzeci nauczyciel zwyczajny. W 1845 został przeniesiony do gimnazjum w Braniewie. W 1863 otrzymał stanowisko drugiego nauczyciela, przez pół roku pełnił funkcję dyrektora po rezygnacji dyr. Schulza. W 1857 otrzymał tytuł profesora. Następnie przejął również zarządzanie biblioteką szkolną. W 1877 przeszedł na emeryturę. 1 lutego 1898 obchodził jeszcze w Braniewie 60-lecie nadania stopnia doktora, wkrótce potem, w dniu 4 marca, zmarł wskutek przeziębienia. W ostatnią drogę odprowadzony został przez grono nauczycieli braniewskiego gimnazjum.
Był wyznania katolickiego, następnie przeszedł na starokatolicyzm.

## Publikacje
Jest autorem programów gimnazjalnych w Reszlu i w Braniewie, w których publikował swoje prace naukowe. 
- De verbis periphrasticis et auxiliaribus apud scriptores antiquores et antiquarios particula, Rastenburg 1839. 11 S. (Programm Rössel Gymnasium.)
- Bemerkungen zum deutschen Unterricht, Königsberg 1843. 25 S. (Programm Rössel Gymnasium.)
- Über die Bestrebungen und Begründungen einer Universalliteratur. Schulrede, Braunsberg 1852. 23 S. (Programm Braunsberg Gymnasium.)[6]
- Zur wissenschaftlichen Interpunktion, Braunsberg 1863. 23 S. (Programm Braunsberg Gymnasium.)[6]

Oprócz tego jest autorem podręcznika szkolnego Deutsches Lese- und Declamationsbuch für katholische Gymnasien und höhere Schulen (Königsberg 1845). Podręcznik był wprawdzie dedykowany szkołom katolickim, lecz opierał się na prawdach uniwersalnych. Ta dość obszerna dwutomowa lektura – tom pierwszy 199 s., tom drugi 382 s. – była chwalona za bogactwo i różnorodność tekstów.